# 女池上山
女池上山（めいけかみやま）は、新潟県新潟市中央区の町字。現行行政地名は女池上山一丁目から女池上山五丁目。郵便番号は950-0945。

## 概要
2004年（平成16年）から、女池から分立した町字である。

## 隣接する町字
- 女池西
- 女池北
- 上近江
- 南出来島
- 網川原
- 鳥屋野
- 愛宕
- 女池神明

## 世帯数と人口
2020年（令和2年）4月30日現在の世帯数と人口は以下の通りである。
| 丁目           | 世帯数    | 人口    |
| -------------- | --------- | ------- |
| 女池上山一丁目 | 132世帯   | 275人   |
| 女池上山二丁目 | 190世帯   | 535人   |
| 女池上山三丁目 | 382世帯   | 858人   |
| 女池上山四丁目 | 349世帯   | 898人   |
| 女池上山五丁目 | 139世帯   | 424人   |
| 計             | 1,192世帯 | 2,990人 |

## 小・中学校の学区
市立小・中学校に通う場合、学区は以下の通りとなる。
| 丁目           | 番地 | 小学校             | 中学校             |
| -------------- | ---- | ------------------ | ------------------ |
| 女池上山一丁目 | 全域 | 新潟市立上山小学校 | 新潟市立上山中学校 |
| 女池上山二丁目 | 全域 | 新潟市立上山小学校 | 新潟市立上山中学校 |
| 女池上山三丁目 | 全域 | 新潟市立上山小学校 | 新潟市立上山中学校 |
| 女池上山四丁目 | 全域 | 新潟市立上山小学校 | 新潟市立上山中学校 |
| 女池上山五丁目 | 全域 | 新潟市立上山小学校 | 新潟市立上山中学校 |

## 主な施設
- 新潟市立上山小学校
- 新潟市立上山中学校
- 原信 女池店
- ユニクロ 女池店
- マツモトキヨシ 女池店
- スターバックスコーヒー 新潟女池店

## 交通
- 新潟県道16号新潟亀田内野線